# نيكاهو (أكيتا)
نيكاهو مدينة تقع ضمن محافظة أكيتا في اليابان، تأسست في 10/1/2005، بلغ عدد تعداد سكانها في 1 يناير – 2008 حوالي 28422 مساحتها الإجمالية حوالي 240.61 كم٢ لتصبح كثافة سكانها 118 نسمة لكل كيلو متر مربع.